# Jordbävningen i Indiska oceanen 2004
Jordbävningen i Indiska oceanen 2004 var en jordbävning som ägde rum under Indiska oceanen väster om ön Sumatra i Indonesien den 26 december 2004. Jordbävningen bestod av flera stora skalv och efterföljdes av enorma tsunamier som sköljde över öarna i Bengaliska viken och kustområden i Indonesien (speciellt Aceh), Malaysia, Thailand, Indien, Sri Lanka och Maldiverna. Det första och kraftigaste skalvet uppskattas till ca 9,2 på momentmagnitudskalan, vilket gör det till ett av de kraftigaste uppmätta jordskalvet någonsin. Tsunamierna ödelade stora områden längs den sydostasiatiska kusten. Cirka 226 000 människor miste livet, och över 5 miljoner beräknas ha blivit helt hemlösa eller tvingats fly.
Katastrofen var unik såtillvida att den slog oerhört hårt även mot länder utanför de egentliga katastrofområdena. Bland dödsoffren fanns även tusentals västerländska turister som sökt sig utomlands över julhelgen. Sverige var med 543 dödsoffer och cirka 1 500 skadade ett av de hårdast drabbade länderna utanför Asien. Även för Finland, Tyskland,  Storbritannien, Danmark med flera krävde katastrofen hundratals offer. Jordbävningskatastrofen är en av de svåraste naturkatastroferna som drabbat världen det senaste seklet.

## Jordbävningen

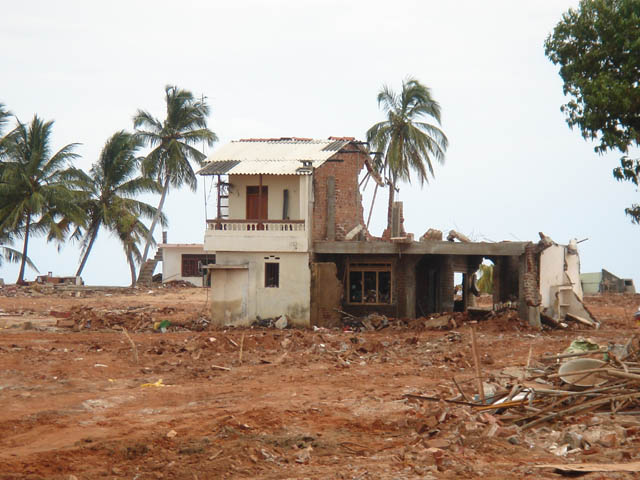
Förstört hus till följd av tsunamin i Hambantota, Sri Lanka.

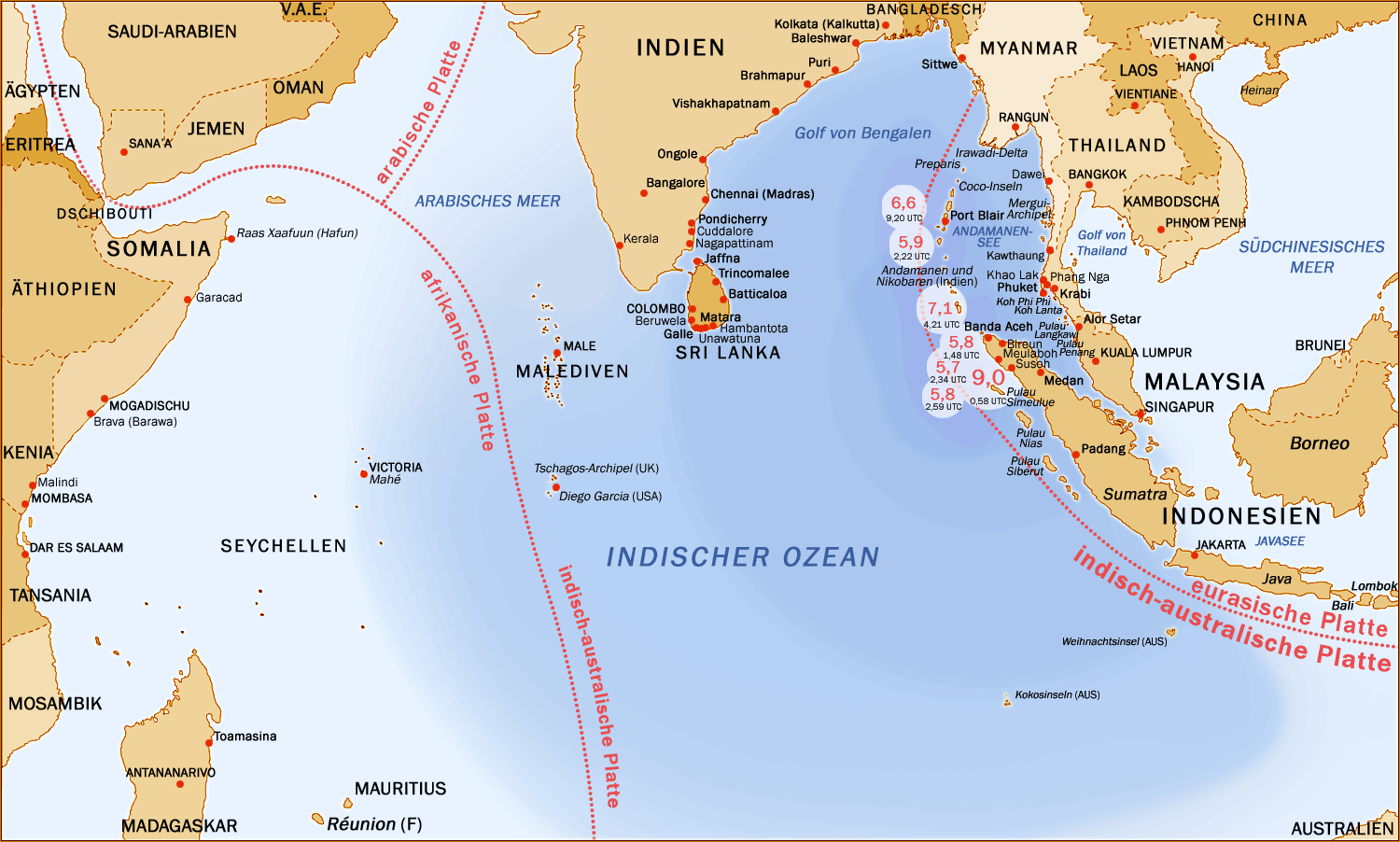
Skalvens epicentrum.

Jordbävningen var en undervattensjordbävning och ägde rum utanför den indonesiska ön Sumatra klockan 07.58.50 lokal tid (00.58.50 UTC; 01.58.50 svensk tid). Den utlöstes av att den indiska kontinentalplattan glider under den burmesiska plattan, och frisläppte ett tryck som byggts upp under flera århundraden (en så kallad mega thrust-jordbävning, vilket är de kraftigaste jordbävningarna). Den uppskattades ursprungligen till en magnitud på 9,1 på momentmagnitudskalan, men senare studier uppskattar att den låg på magnitud 9,2 eller 9,3. Jordbävningen orsakade en förhöjning av havsbottnen i en sträcka på 1400 km, där marken höjdes upp till 25 meter (och därmed orsakade tsunamin). Skalvet orsakade stor förödelse på Sumatra.
De flesta jordbävningar varar bara några sekunder, skalv som varar över 1 minut är sällsynta. Jätteskalvet den 26 december 2004 varade upp till 10 minuter, längre än någon annan känd jordbävning. Den påverkade hela jordklotet, kändes över nästan hela Sydostasien och utlöste mindre jordbävningar så långt bort som Alaska. Några öar utanför Sumatras kust förflyttades upp till 20 meter. Till och med jordklotets rotation och form beräknas ha påverkats en aning.
Vid huvudskalvet frigjordes kolossala mängder energi. Den energimängd som spred sig över jordytan i form av seismiska vågor och tsunamivågorna och som utgjorde skalvets förstörelsepotential beräknas ha motsvarat kraften i drygt 1500 Hiroshimabomber. Det var emellertid bara en liten bråkdel av den totala energimängd som frigjordes. Resterande delen som spreds genom jorden beräknas ha motsvarat 9 560 gigaton trotyl, motsvarande 550 miljoner Hiroshimabomber. Det är nog med energi för att förse USA med energi i 370 år, mätt efter landets energikonsumtion år 2005. 
Det extremt kraftiga huvudskalvet följdes av otaliga efterskalv som höll på i åtskilliga månader, många med styrka 5,5–7,0 på momentmagnitudskalan. Cirka två månader senare skakades regionen av ett enormt efterskalv (epicentret var beläget nära ön Nias en bit söder om epicentret för huvudskalvet 26 december) som mätte hela 8,6 på momentmagnitudskalan. Det var den nionde kraftigaste jordbävningen som någonsin registrerats av seismografer. Skalvet, som dödade över 1 000 människor, följdes dock inte av någon stor tsunami. Epicentret på många efterskalv var även beläget längre norrut nära Andamanerna.[källa behövs]

### Jordbävningen i historiskt perspektiv
Se även "Statistik dödliga jordbävningar" nedan.
Beroende på exakta magnituden av jordbävningen (Mw 9,2 - 9,3) var jordbävningen den 26 december den andra eller tredje starkaste sedan man började mätningarna. Jordbävningar med liknande magnitud sedan 1900 var:
- Chile 1960: Mw 9,5
- Alaska 1964: Mw 9,2
- Japan 2011: Mw 9,1
- Kamtjatka, Ryssland 1952: Mw 9,0[9]

Samtliga av dessa orsakade tsunamis, men gav inte alls samma förödelse. Sett till storleken på förödelsen och antalet dödsoffer är jordbävningen den 26 december 2004 den värsta av dem.

## Tsunamin

Animation av tsunamin i Indiska oceanen.

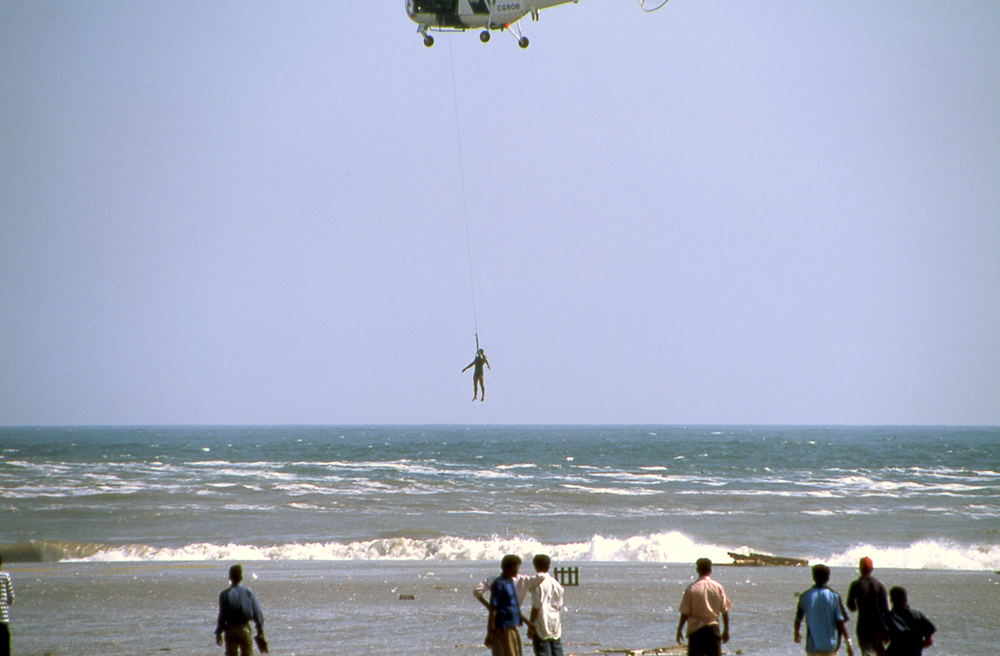
Räddningsaktion i Chennai, Indien den 26 december 2004.

### Bakgrund
Hundratusentals människor i länderna runt Bengaliska viken omkom i jordbävningskatastrofen. Nästan samtliga dödades av tsunamivågorna som på vissa ställen nådde över 10 meter. I provinsen Aceh på Sumatra, det landområde som låg närmast skalvets epicentrum, var de troligen över 20 meter höga på vissa ställen.
Undersökningar av havsbottnen runt skalvets epicentrum och hela förkastningszonen har visat att havsbottnen höjdes upp till 12 meter och därmed även havet ovanför. Det var det som var den primära orsaken till att tsunamin bildades. Hade rörelserna på havsbottnen istället varit horisontella hade tsunamin inte alls blivit så stor, om det ens hade bildats någon. Det var också orsaken till att det inte bildades någon stor tsunami i samband med det väldiga efterskalvet två månader senare. Rörelsen var där nästan enbart horisontell.[källa behövs]
När havsbottnen höjde sig förflyttades flera miljarder ton havsvatten uppåt, vilket resulterade i tsunamin.  Ett vanligt missförstånd är att vågorna bildades runt skalvets epicentrum. Sanningen är att havsbottnen höjdes utmed en 1400 kilometer lång förkastningszon varvid vågorna utbredde sig över ett enormt område. Förkastningen löpte i stort sett från syd till nord vilket var orsaken till att till exempel Bangladesh, som är beläget rakt norrut från epicentrum, klarade sig lindrigt i förhållande till andra länder. Vattnet rusade ut i öst–västlig riktning och inte nord–sydlig.[källa behövs]
Från förkastningen färdades en meterhög våg i närmare 800 km/h, som när den närmade sig land saktade ner men steg i storlek. Jättevågorna bildades endast vid grunda kuster. Stränder med djupa vatten direkt utanför påverkades mindre. Därför drabbades vissa avlägsna platser hårdare än andra som låg mycket närmare epicentrum.[källa behövs]
Senast en större tsunami drabbade Indiska Oceanen var 1945 (se 1945 Balochistan earthquake).

### Förvarning
Medan det i Stilla havet sedan länge finns ett varningscenter för tsunamivågor, baserat på Hawaii, saknades vid tillfället ett motsvarande center i Indiska oceanen. Personalen på Pacific Tsunami Warning Center på Hawaii skickade emellertid omgående ut en tsunamivarning för Indiska Oceanen, men av olika anledningar utfärdades inga varningar från respektive länder. Avsaknaden av ett varningssystem i en region som tillhör de mest jordbävningstäta i världen fick i efterhand stark kritik. Hade ett fungerande varningssystem funnits hade troligen många tusen liv räddats i åtminstone Thailand, Sri Lanka och Indien. I Indonesien hade ett varningssystem knappast begränsat den oerhörda förlusten i människoliv. Det tog bara ca 15 minuter för flodvågorna att nå Sumatras västkust.

### Drabbade områden
Tsunamin drabbade bland annat de thailändska turistorterna Phuket, Koh Phi Phi Don och inte minst Khao Lak där många utländska turister var på semester, däribland flera tusen svenskar. De flesta av de omkomna svenska turisterna befann sig i Khao Lak. Två timmar efter skalvet, klockan 10 lokal tid, drog sig vattnet tillbaka från Khao Laks stränder och cirka 25 minuter senare slog den första vågen in med förödande kraft.
Svårast drabbades norra Sumatra, där drygt tre fjärdedelar av alla tsunamins dödsoffer skördades. Även de indiska ögrupperna Andamanerna och Nikobarerna drabbades hårt. Även på delar av Indiens fastland, Sri Lanka, Myanmar, Maldiverna, Seychellerna och ett så avlägset område som Somalia på Afrikas östkust förorsakade flodvågen många dödsoffer och stor förödelse. De sydöstra delarna av Sri Lanka beräknades den 29 december 2004 klockan 3.45 lokal tid ha förlorat över 19 000 människor.

### Rapporter om mänskliga skador
De första tre dagarna var uppgifter om antalet döda svenskar fåtaliga. Aftonbladet rapporterade samma dag att två svenskar omkommit. Slutet av den 27e december rapporteras 10 döda (totalt 23 500). DN rapporterade samma dag att 25 000 befaras ha omkommit utan angivande om antal döda svenskar i någon av de totalt 10 artiklar som behandlade katastrofen. Den 28e redovisade Aftonbladet inga uppgifter om antalet dödade svenskar, men den totala siffran anges till 68 000.
Sent på eftermiddagen den 29 december rapporterade medier att över 80 000 människor troligen hade omkommit. Efter en justering av uppgifterna från indonesiska myndigheter den 30 december var siffran 120 000, medan omkring 5 miljoner människor troddes ha förlorat sina hem. Rapporter inkom 30 och 31 december att kvarlevorna efter offren var i sådant skick att identifiering i många fall kunde bli omöjlig.
Under de första veckorna i januari fortsatte dödssiffrorna från framförallt Acehprovinsen på Sumatra att stiga. I slutet av januari talades det om uppemot 300 000 döda och saknade, varav ca 225 000 i Acehprovinsen. Senare justerades dödssiffrorna neråt en del, enligt FN krävde katastrofen minst 223 000 liv, varav minst 167 000 i Acehprovinsen. Någon exakt dödssiffra kommer aldrig att kunna fastställas. Beroende på olika källor anges antalet dödsoffer ligga i intervallet 220 000–300 000 döda. USA:s geologiska institut anger dödssiffran till drygt 283 000.[källa behövs]

## Svenska förluster och efterverkningar
Sverige och Tyskland är de länder i Europa som förlorat flest människoliv i katastrofen. Rikskriminalpolisens lista över saknade och identifierat avlidna svenskar efter katastrofen i Sydostasien omfattar 543 personer, varav 122 var barn under 15 år (enligt 13 oktober 2005). De flesta offren kunde identifieras och skickas hem, men 15 svenskar, varav 10 barn, återfanns aldrig (enligt den 16 maj 2006).[källa behövs]
Samtliga omkomna svenskar utom en befann sig i Thailand. Tre månader efter katastrofen hölls en minnestund för de omkomna svenskarna vid Phukets flygplats, innan de identifierade kropparna fraktades hem till Sverige.
I juni 2018 invigdes ett minnesmonument på Djurgården i Stockholm för de omkomna svenskarna.

### Politiska efterverkningar
De politiska efterverkningarna har i Sverige varit mer långvariga än i andra länder. De första dygnens svenska räddningsinsatser präglades av dålig organisation. Frånvaron av en krisplan för katastrofer som drabbar svenskar i utlandet gjorde att den socialdemokratiska Regeringen Persson utsattes för hård kritik av den borgerliga oppositionen. Kritik har riktats mot dåvarande statsminister Göran Persson, dåvarande utrikesminister Laila Freivalds och Utrikesdepartementets personal i en statlig utredning, i pressdebatt, bland anhöriga och senare i ett KU-förhör den 16 februari 2006.
I januari 2005 utsåg regeringen en oberoende kommission för att utvärdera landets förmåga att hantera de påfrestningar som naturkatastrofen inneburit. Det resulterade i en rapport som publicerades december 2005 ("Sverige och tsunamin - granskning och förslag"), vilken bekräftade kritiken och ledde till ytterligare debatt.
I november 2005 presenterade utrikesdepartementet ett 15-punktsprogram för att förbättra krisberedskapen. Några veckor senare inrättade regeringen en ny krisenhet, kallad Enheten för beredskap och analys som ska följa och analysera situationer och händelser i omvärlden som kan påverka svenska medborgare negativt och vid behov utfärda varningar.[källa behövs]

## Räddningsinsatser
Räddningsarbetet blev komplicerat. Dels tog det flera dygn innan omvärlden insåg den fulla vidden av katastrofen och för det andra var katastrofområdet enormt stort vilket försvårade logistiken. När väl hjälpen strömmade in från omvärlden var det i en omfattning av sällan skådat slag. Även privatpersoner i västvärlden visade upp en stor vilja att bistå offren. Privata insamlingar beräknas ha inbringat cirka 50 miljarder kr. Mycket av hjälpinsatserna fick inrikta sig på att bygga upp allt som blivit förstört för miljontals människor men i efterhand visade det sig att pengarna i åtskilliga fall kunde ha använts mer effektivt.
Biståndsorganisationen Kooperation Utan Gränser satsade på långsiktigt hjälparbete där drabbade på Sri Lanka fick stöd och utbildning för att klara sig vidare utan sin familjeförsörjare.
Den totala kostnaden för svenska statens räddningsinsatser uppgick till 310 miljoner kr. Det inkluderar även kostnader för identifiering av de svenska offren, hemtransporter, ersättning till resebolag etcetera.

## Effekten på de värst drabbade länderna
Följande stater drabbades hårdast av tsunamin:
- Indonesien
- Sri Lanka
- Indien
- Thailand

### Indonesien
Indonesien var utan tvivel det värst drabbade landet och då i synnerhet Acehprovinsen. Provinsens läge närmast skalvets epicentrum fick till följd att vågorna var som högst här, enligt vissa beräkningar upp till 25 meter. Skalvets epicentrum var ca 150 km från Sumatras och Acehprovinsens västkust vilket gjorde att även själva jordbävningen orsakade stora skador här men det var ändå effekten från tsunamivågorna som ledde till de extrema dödstalen och en oerhörd förödelse.
Enligt FN:s beräkningar omkom (bekräftade döda) 131 000 människor i Indonesien, nästan samtliga i Aceh. Till det tillkommer minst 36 000 saknade och förmodat döda. Siffrorna är dock osäkra. Källor inom Indonesiens hälsodepartement anger att så många som 225 000 omkom eller saknas. Att osäkerheten över antalet dödsoffer är så pass stor beror framförallt på att räddningspersonal tvingades begrava tiotusentals människor i massgravar, det fanns inte tid att identifiera alla döda p.g.a. risk för epidemier mm. Vidare var även infrastrukturen i regionen totalförstörd vilket försvårade räddningsarbetet. Utöver alla döda skadades minst 100 000 människor och över en halv miljon blev helt hemlösa.
Provinshuvudstaden Banda Aceh vid Sumatras nordspets drabbades mycket hårt med minst 30 000 döda bara där. Längre söderut utmed Acehprovinsens västkust rapporterade räddningsmanskap en nästintill total förödelse. Städer som Meulaboh, Calang och Leupung blev praktiskt taget jämnade med marken av jordbävningen och tsunamivågorna. Leupung rapporterades enligt räddningsmanskap ha blivit "förintad" och av stadens 10 000 invånare överlevde bara mellan 200 och 700 personer. I Meulaboh beräknades 40 000 människor, en tredjedel av befolkningen, ha mist livet, och även i Calang överlevde bara 30 % av befolkningen (ca 12 000 människor bodde i Calang före katastrofen). 
Öarna utanför kusten klarade sig mycket bättre än fastlandet, trots att de låg närmast jordbävningens epicentrum. På ön Nias omkom officiellt 122 människor, inofficiella siffror rapporterade emellertid om minst 600 dödsoffer. På ön Simeulue som låg allra närmast epicentrum omkom "endast" 5 människor trots att 90 % av bebyggelsen förstördes av jordbävningen och tsunamin. Lokala traditioner och rutiner tros ha räddat dem(öns befolkning på ca 70 000 personer har blivit utsatta för svåra jordbävningar och tsunamivågor tidigare). Vidare var tsunamivågorna betydligt lägre här än på fastlandet, "bara" 5 meter, jämfört med de 20–25 meter höga jättevågor som drabbade fastlandet.

### Sri Lanka
Sri Lanka drabbades också mycket hårt av tsunamin som är den värsta naturkatastrofen i landets historia. Värst drabbades öns södra och östra kuster. Upp till 12 meter höga vågor krossade allt som kom i vägen och de trängde upp till 2 km in i landet. Först talades det om cirka 500 döda men den siffran steg dramatiskt veckan som följde efter skalvet. Den officiella dödssiffran anges i dag till nästan 31 000 + 5 600 saknade. Vissa beräkningar anger totaldödssiffran (bekräftat döda och saknade) till nästan 39 000. 1 700 dog när ett tåg på en bro/fördämning sköljdes ner i vattnet och resulterade i den värsta tågolyckan någonsin i världen. Mängder med hotell med västerländska turister förstördes utmed kusten. Sri Lankas regering satte in 20 000 soldater i räddningsarbetet och för att förhindra plundring. De materiella skadorna var enorma med ca 1 miljon helt hemlösa eller "displaced", d.v.s. människor som tvingats lämna sina mer eller mindre förstörda hem.

### Thailand
Thailand var det land som fick mest utrymme i svenska medier eftersom 542 av de 543 omkomna svenskarna befann sig där. Totalt omkom cirka 8500 människor varav över 2400 var utländska turister när tsunamivågorna översvämmade den thailändska kusten. De hårdast drabbade platserna var Phuket, Phi Phi-öarna, Krabi och Khao Lak. Av de 543 döda svenskarna befann sig merparten i Khao Lak.
Förödelsen i de thailändska turistorterna förvärrades av att många hotell ligger nära havet. De upp till 10 meter höga vågorna förvandlade därmed många turistanläggningar till pinnved. Antalet förolyckade hade säkerligen varit betydligt färre om inte så många hotell legat precis intill stränderna.

### Indien
Indien var det fjärde landet där antalet döda uppgick till åtskilliga tusen eller fler. Enligt officiell statistik omkom (bekräftat döda och saknade) cirka 16 000 människor, varav minst 8 000 på fastlandet. Minst 380 000 förlorade sina hem. Först befarades att 30 000 omkommit bara på ögrupperna Nikobarerna och Andamanerna där 15 meter höga vågor drog in med förödande kraft men den siffran justerades neråt till cirka 7 000 döda. Trots att dödssiffrorna inte blev så höga som man först befarade dödades eller skadades ca 20 % av befolkningen på Nicobarerna. 111 personer omkom när en flygbas på ön Car Nicobar tillhörande indiska flygvapnet blev totalförstörd. I särklass hårdast drabbat på det indiska fastlandet var delstaten Tamil Nadu med nästan 7 800 bekräftade dödsfall.

### Övriga länder
Därutöver drabbades ett stort antal andra länder. Även på andra sidan Indiska Oceanen, i Afrika, krävde tsunamin hundratals döda i bland annat Somalia, Kenya och Tanzania. Ö-staterna Maldiverna och Seychellerna var andra drabbade länder.

## Statistik dödliga jordbävningar
Huvudartikel: Lists of earthquakes (en)
Hur man än mäter är jordbävningen 26 december 2004 en av de allra värsta de senaste 100 åren och de tsunamivågor som jordbävningen gav upphov till är de värsta man känner till vad gäller antalet dödsoffer och materiell förödelse.

### Dödligaste jordbävningarna under 1900- och 2000-talen
Jordbävningen i Indiska Oceanen 2004 var inte bara en av de allra våldsammaste som någonsin registrerats, det var också en av de allra dödligaste under samma tid.
1. Gansu, Kina år 1920 – 260 000 döda
2. Tangshan, Kina år 1976 – 243 000  döda (officiella kinesiska uppgifter, inofficiellt 655 000)
3. Indiska Oceanen 2004 – 230 000 döda
4. Haiti 2010 - 160 000 döda (uppskattat, möjligen upp till 220 000).
5. Kanto, Japan 1923 - 140 000 döda
6. Asjchabad, Sovjetunionen 1948 - 110 000 döda
7. Sichuan, Kina, 2008 - 90 000 döda
8. Kashmir, Pakistan 2005 - 85 000 döda
9. Messina, Italien, 1908 - 82 000 döda
10. Áncash, Peru, 1970 - 70 000 döda
11. Turkiet och Syrien, 2023 - 60 000 döda

### Dödligaste jordbävningarna i historien
De följande jordbävningskatastroferna är de värsta man känner till i historien i fråga om antal dödsoffer. Siffrorna anger ungefärligt antal döda direkt till följd av jordbävningen, inklusive eventuell tsunami.
1. Gansu, Kina år 1920 – 260 000 döda
2. Antiokia, Bysantinska riket, år 526 - 250 000 döda
3. Tangshan, Kina år 1976 – 243 000  döda (officiella kinesiska uppgifter, inofficiellt 655 000)
4. Ganja, dagens Azerbajdzjan, år 1139 - >230 000 döda
5. Indiska Oceanen 2004 – 230 000 döda
6. Hongdong, Yuandynastin 1303 - 200 000 döda
7. Damghan, Iran år 856 – 200 000 döda
8. Haiti 2010 - 160 000 döda (uppskattat, möjligen upp till 220 000).
9. Aleppo år 1138 - 130 000 döda
10. Aleppo, Bysantinska riket, år 533 - 130 000 döda

Anm: Det finns uppgifter om en jordbävning i Egypten år 1201 som ska ha krävt över 1 miljon dödsoffer men uppgifterna är mycket osäkra. En annan jordbävning som drabbade Calcutta år 1773 ska ha krävt ca 300 000 liv men numer anser man att katastrofen orsakades av en tropisk cyklon.

### Geologiska rapporter
- Global Earthquake Report, en aktuell tabell över alla nya jordbävningar och efterskalv
- National Institute of Oceanography, India – 26 December 2004 tsunami
- NOAA – Pacific Tsunami report 27 december
- USGS – Magnitude 9.0 - OFF THE WEST COAST OF NORTHERN SUMATRA 26 december 2004 00:58:50 UTC
- USGS – Largest Earthquakes in the World Since 1900

### Filmklipp och fotografier
- International Charter – Earthquake, tsunami in southern Asia, fler satellitbilder
- Phuket Tsunami Photo Gallery by hellmut issels at pbase.com, bildspel
- NBC – Just In: Images Show Quake's Devastation, mediaarkiv

- Tsunamier
  - Lista över tsunamier